# Cecil Douglas Lovett Turner
Cecil Douglas Lovett Turner, britanski general, * 1898, † 1976.